# ورا (تگزاس)
ورا، تگزاس (به انگلیسی: Vera, Texas) یک محدوده ثبت‌نشده در ایالات متحده آمریکا است که در شهرستان ناکس، تگزاس واقع شده‌است.

## خصوصیات
ورا ۴۴۵٫۰۱ متر بالاتر از سطح دریا واقع شده‌است.